# قایق گشتی پی۳۱
قایق گشتی پی۳۱ (به انگلیسی: Maltese patrol boat P31) یک کشتی بود که طول آن 51.98 metres (170 ft) بود. این کشتی در سال ۱۹۶۹ ساخته شد.